# Martinsyde Buzzard
Martinsyde F.4 Buzzard là một mẫu máy bay tiêm kích hai tầng cánh dành cho Không quân Hoàng gia (RAF) cuối Chiến tranh thế giới I.

## Biến thể
F.3
F.4 Buzzard
F.4 Buzzard 1a
F.4A
Type A.Mk I
Type AS.Mk I
Type A.Mk II
F.6
A.D.C. 1
Nimbus Martinsyde
A.V. 1

## Quốc gia sử dụng
Bỉ
- Không quân Bỉ

 Bolivia
- Không quân Bolivia

 Canada
- Không quân Hoàng gia Canada

 Phần Lan
- Không quân Phần Lan

 Ireland
- Quân đoàn Không quân Ireland

 Nhật Bản
 Latvia
- Không quân Latvia

 Lithuania
- Không quân Litva

 Ba Lan
 Bồ Đào Nha
- Không quân Bồ Đào Nha

 Cộng hòa Tây Ban Nha
- Không quân Cộng hòa Tây Ban Nha
- Hải quân Cộng hòa Tây Ban Nha

 Liên Xô
- Không quân Liên Xô

 Anh Quốc
- Không quân Hoàng gia

## Tính năng kỹ chiến thuật
Dữ liệu lấy từ War Planes of the First World War: Volume One Fighters
Đặc điểm tổng quát
- Kíp lái: 1
- Chiều dài: 25 ft 5⅝ in (7,76 m)
- Sải cánh: 32 ft 9⅜ in (9,99 m)
- Chiều cao: 8 ft 10 in (2,69 m)
- Diện tích cánh: 320 ft² (29,7 m²)
- Trọng lượng rỗng: 1.811 lb (823 kg)
- Trọng lượng có tải: 2.398 lb (1.090 kg)
- Động cơ: 1 × Hispano-Suiza 8Fb, 300 hp (224 kW)

 Hiệu suất bay 
- Vận tốc cực đại: 146 mph[3] (127 knot, 235 km/h) trên mực nước biển[4]
- Trần bay: 24.000 ft (7320 m)
- Thời gian bay: 2½ h[3]
- Lên độ cao 10.000 ft (3.050 m): 7 phút 55 giây

Trang bị vũ khí

- Súng: 2x Súng máy Vickers 0.303 in (7,7 mm)